# Agnès Agboton
Agnès Agboton, née en 1960 à Porto-Novo, est une poète et conteuse béninoise de langue catalane et espagnole, auteure de livres de contes pour enfants et adultes.

## Biographie
Elle est née en 1960 à Porto-Novo. Son père travaillait pour les Nations Unies. Après avoir fait des études primaires et secondaires en Côte d'Ivoire, en 1978, Agnès Agboton s'établit à Barcelone et y apprend l'espagnol et le catalan, en plus du français et du gun-gbe, sa langue maternelle. Elle passe une licence en philologie hispanique à l'Université de Barcelone. 
Intéressée par la culture de la tradition orale et la gastronomie d'Afrique occidentale, elle se produit, depuis 1990, comme conteuse dans des écoles, bibliothèques et institutions culturelles. En les rassemblant dans ses livres, elle met à la portée du public légendes et contes traditionnels de son village et du continent africain.

## Œuvres
- (ca) La cuina africana, 1988[6].
- (ca) Contes d'arreu del món, 1995[7].
- (es) África en los fogones, 2001[8].
- (es) Las cocinas del mundo, 2002[9].
- (es) Abenyonhú, 2003[10].
- (es) Na Miton - la mujer en los cuentos y leyendas africanos, 2004[11].
- (es) Más allá del mar de arena, 2005[12]
- (es) Canciones del poblado y del exilio, 2006, Premi Vila de Martorell [13]
- (es) Eté Utú - De por qué en África las cosas son lo que son, 2009[14].
- (es) Voz de las dos orillas, 2009[13]
- (es) Zemi Kede - Eros en las narraciones africanas de tradición oral, 2011[15].